# Keizer (rappeur)
Pour les articles homonymes, voir Keizer (homonymie).
 (juin 2021).
Si vous disposez d'ouvrages ou d'articles de référence ou si vous connaissez des sites web de qualité traitant du thème abordé ici, merci de compléter l'article en donnant les références utiles à sa vérifiabilité et en les liant à la section « Notes et références ».
Rozelsky Steve Lie-A-Jen alias Keizer né le 6 juin 1987 à Paramaribo au Suriname, est un rappeur néerlandais.

## Biographie

### Débuts (1992-2015)
Rozelsky naît au Suriname de parents surinamais. En 1989, âgé alors de 2 ans, il immigre avec sa famille aux Pays-Bas.

## Discographie

### Albums studio
- 2014 : Karma

### Mixtapes

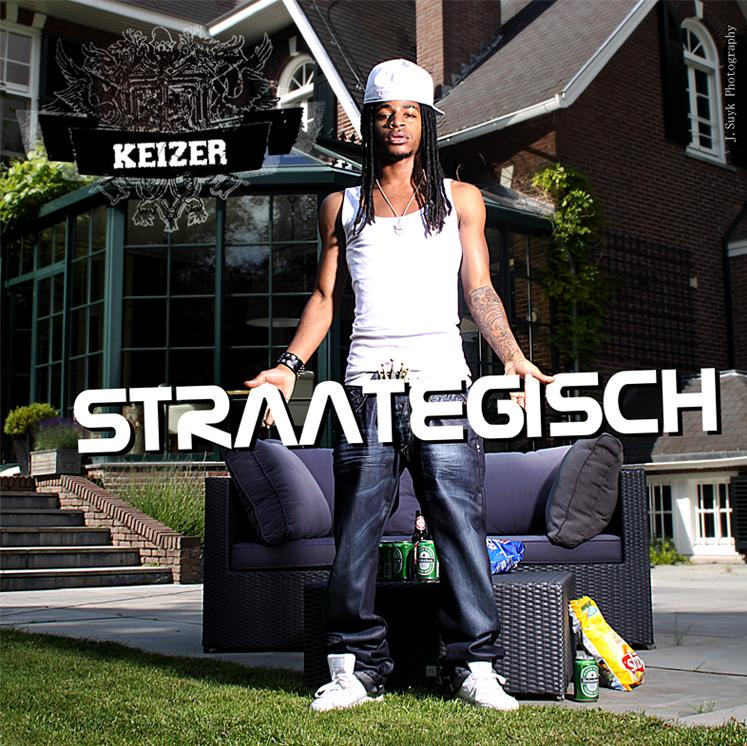
Straategisch

- 2003 : Straategisch
- 2009 : De Oorzaak

### Singles
- 2009 : Mama Sorry
- 2010 : Keizer, Koning, Admiraal
- 2010 : Nice remix feat. Negativ
- 2010 : Hoe ze lopen feat. Gio
- 2011 : #NietHaten
- 2013 : Wacht
- 2014 : Wat ga ik doen
- 2014 : Liever alleen
- 2015 : Liever alleen feat. Lil Kleine
- 2016 : Plus Min feat. Kempi et Jonna Fraser
- 2017 : Zonde feat. Brace & Kevcody